# Западный административный округ
За́падный администрати́вный о́круг (ЗАО) — один из 12 административных округов города Москвы, находится в западной части города. В состав ЗАО входит 12 районов. Код ОКАТО — 45 268 000 000.
По территории ЗАО проходят Филёвская, Арбатско-Покровская, Сокольническая, Кольцевая, Большая кольцевая, Троицкая и Солнцевская линии метро и Московское центральное кольцо, а также линии МЦД-1 и МЦД-4.
Округ считается одним из престижных для проживания и одним из самых экологически чистых округов Москвы. Во многих районах округа, в частности на проспекте Вернадского, в советское время были построены многочисленные институты и университет, из-за чего близлежащие дома служили местом проживания их сотрудников: университетских профессоров, научных работников, студентов. В районе Раменки расположены многие иностранные посольства.

## История

### Древняя история округа
Во втором тысячелетии до нашей эры земли современного Западного округа занимали племена фатьяновской культуры. Основным занятием их было скотоводство. В ходе раскопок в Крылатском, Дорогомилово и на Воробьёвых горах было обнаружено множество орудий труда. По сохранившимся курганным могильникам возможно определить места древних поселений. Один из таких могильников был раскопан на территории Давыдково. Поселенцы первых городищ относились к финно-угорской группе. Городища располагались:
- около устья реки Сетунь
- на территории Филёвского парка

С IX—XI веков на этой территории появляются славяне. Группы курганов в Филях, Матвеевском, Очакове, Крылатском, Раменках и Тропарёве свидетельствуют о заселении этой территории племенами вятичей. По соседству с курганами располагались деревни вятичей.
В конце XIII века образуется самостоятельное Московское княжество и тогда же появляются сёла Аминьево, Волынское, Тропарёво, бывшие вотчинами боярских родов. Тогда же возникают княжеские (а затем и царские) вотчины в Воробьёве и Крылатском. Село Троицкое-Голенищево с XVI века было владением митрополитов, а позднее — патриархов «всея Руси». Земли нынешнего Западного округа практически полностью входили в состав Сетуньского стана Московского уезда.

### Вхождение территории округа в состав Москвы
Часть территории района Дорогомилово (до Камер-Коллежского вала) входила в состав Москвы уже к XVIII веку. К середине XX века в состав Москвы вошли Фили и Потылиха.
В 1960 году границы Москвы были расширены до МКАД, тогда в состав города были включены город Кунцево, сёла и деревни Давыдково, Мазилово, Крылатское, Татарово, Аминьево, Волынское, Матвеевское, Очаково, Тропарёво, Никулино и др.
Территория современных районов Солнцево и Ново-Переделкино, а также прежняя территория района Внуково (входившего в состав Западного округа до 2024 года) была включена в состав Москвы только в 1984 году (это город Солнцево, посёлок аэропорта Внуково, посёлок и деревня Толстопальцево, деревни Лукино, Лазёнки, Чоботы, Федосьино, Орлово и др.)

### Создание округа
Западный административный округ, как и другие административные округа Москвы, был создан 10 июля 1991 года. Временные границы округа были определены 2 августа 1991 года.
Первоначально в составе Западного административного округа было создано 17 муниципальных округов. В 1993 году были объединены муниципальные округа «Тропарёво» и «Никулино», в 1994 году — «Кутузовский» и «Дорогомиловский». В 1995 году муниципальные округа были преобразованы в районы. В 1997 году объединены районы «Очаково» и «Матвеевское», а также «Раменки» и Мосфильмовский район.
Западный округ — единственный округ Москвы внутри МКАД, в котором полностью отсутствует трамвай.

### Расширение в 2012 году
В рамках расширения Москвы 1 июля 2012 года из Московской области в состав ЗАО были переданы три территории за пределами МКАД общей площадью около 41 км²:
| Наименование территории                   | Район / муниципальный округ   |
| ----------------------------------------- | ----------------------------- |
| отдельный участок «Рублёво-Архангельское» | муниципальный округ Кунцево   |
| отдельный участок «Конезавод, ВТБ»        | муниципальный округ Кунцево   |
| отдельный участок «Сколково»              | муниципальный округ Можайский |

Эти три территории добавили Москве два эксклава, один протуберанец, а также ещё один эксклав был расширен.

### Передача района Внуково Новомосковскому округу
8 мая 2024 года в ходе территориальной реформы в Новой Москве район Внуково был передан Новомосковскому административному округу, в него были включены территории соседних упразднявшихся поселений. Сейчас в составе Западного административного округа 12 районов.

## Население
| 2002       | 2009       | 2010       | 2012       | 2013       | 2014       | 2015       |
| ---------- | ---------- | ---------- | ---------- | ---------- | ---------- | ---------- |
| 1 029 004  | ↗1 090 842 | ↗1 285 914 | ↗1 298 324 | ↗1 316 914 | ↗1 333 813 | ↗1 344 044 |
| 2016       | 2017       | 2018       | 2019       | 2020       | 2021       | 2023       |
| ↗1 362 701 | ↗1 368 731 | ↗1 382 516 | ↗1 392 993 | ↗1 397 114 | ↗1 437 153 | ↘1 436 899 |
| 2024       |            |            |            |            |            |            |
| ↘1 425 114 |            |            |            |            |            |            |

### Национальный состав
По итогам переписи населения 2020 года проживали следующие национальности (национальности менее 0,1 % и другое, см. в сноске к строке «Другие»):
| Национальность | Численность, чел. | Доля     |
| -------------- | ----------------- | -------- |
| Русские        | 1 035 616         | 72,06 %  |
| Украинцы       | 10 172            | 0,71 %   |
| Татары         | 9265              | 0,64 %   |
| Армяне         | 7385              | 0,51 %   |
| Азербайджанцы  | 4734              | 0,33 %   |
| Грузины        | 4035              | 0,28 %   |
| Евреи          | 3569              | 0,25 %   |
| Узбеки         | 3201              | 0,22 %   |
| Белорусы       | 2746              | 0,19 %   |
| Чеченцы        | 2733              | 0,19 %   |
| Таджики        | 2278              | 0,16 %   |
| Молдаване      | 1619              | 0,11 %   |
| Киргизы        | 1547              | 0,11 %   |
| Казахи         | 1500              | 0,10 %   |
| Другие         | 346 753           | 24,14 %  |
| Итого          | 1 437 153         | 100,00 % |

## Руководство префектуры
С 26 ноября 2010 года префектом назначен Алексей Александров.
С 2003 по 2010 год префектом Западного округа являлся Юрий Алпатов. С 29 сентября 2010 года после отставки мэра Москвы Юрия Лужкова он был временно исполняющим обязанности префекта, хотя формальный приказ об этом был подписан новым мэром Сергеем Собяниным только 1 ноября .

## Автодороги
Через территорию округа проходит несколько шоссе, ведущих преимущественно на запад. Ниже представлен список наиболее значимых улиц ЗАО.
- Проспект Вернадского
- Улица Лобачевского / Аминьевское шоссе / Рублёвское шоссе
- Мичуринский проспект / Озёрная улица / Боровское шоссе
- Ломоносовский проспект / Минская улица
- Университетский проспект
- Улица Косыгина
- Бережковская набережная / Воробьёвское шоссе / Мосфильмовская улица
- Большая Дорогомиловская улица
- Кутузовский проспект / Можайское шоссе
- Большая Филёвская улица

## Районы
| №  | Название района      | Соответствующий муниципальный округ | Площадь, га | Население (на 01.01.2020), тыс. чел. | Плотность населения (на 01.01.2020), чел. / км² | Площадь жилого фонда (на 01.01.2010), тыс. м² | Жилплощадь на человека (на 01.01.2010), м²/чел. |
| -- | -------------------- | ----------------------------------- | ----------- | ------------------------------------ | ----------------------------------------------- | --------------------------------------------- | ----------------------------------------------- |
| 1  | Дорогомилово         | Дорогомилово                        | 795         | ↘75 669                              | 9518.11                                         | 1906,2                                        | 28,0                                            |
| 2  | Крылатское           | Крылатское                          | 1204.46     | ↘82 363                              | 6838.17                                         | 1850,54                                       | 22,4                                            |
| 3  | Кунцево              | Кунцево                             | 1656.48     | ↘151 447                             | 9142.7                                          | 2587,42                                       | 17,6                                            |
| 4  | Можайский            | Можайский                           | 1072.6      | ↘145 961                             | 13608.15                                        | 2655,9                                        | 20,0                                            |
| 5  | Ново-Переделкино     | Ново-Переделкино                    | 847.82      | ↘122 058                             | 14396.69                                        | 1895                                          | 16,4                                            |
| 6  | Очаково-Матвеевское  | Очаково-Матвеевское                 | 1754.36     | ↘126 535                             | 7212.6                                          | 2255,14                                       | 19,7                                            |
| 7  | Проспект Вернадского | Проспект Вернадского                | 465.14      | ↘65 316                              | 14042.22                                        | 1831,03                                       | 29,6                                            |
| 8  | Раменки              | Раменки                             | 1853.71     | ↘151 931                             | 8196.05                                         | 3511,2                                        | 27,0                                            |
| 9  | Солнцево             | Солнцево                            | 1129        | ↘126 309                             | 11187.69                                        | 2058,4                                        | 17,7                                            |
| 10 | Тропарёво-Никулино   | Тропарёво-Никулино                  | 1126.66     | ↘128 029                             | 11363.59                                        | 2895,2                                        | 24,4                                            |
| 11 | Филёвский Парк       | Филёвский Парк                      | 962.43      | ↘112 388                             | 11677.52                                        | 1605,9                                        | 19,9                                            |
| 12 | Фили-Давыдково       | Фили-Давыдково                      | 695.71      | ↘111 926                             | 16088.03                                        | 2388,6                                        | 21,3                                            |

- Крупнейшим по населению районом Западного округа является район Кунцево, наименьшим — Проспект Вернадского.
- Крупнейший по площади — Раменки, а самый маленький — Проспект Вернадского.
- Наибольшая плотность населения — в районе Фили-Давыдково, наименьшая — во Очакове-Матвеевском.

## Религия
Православные храмы

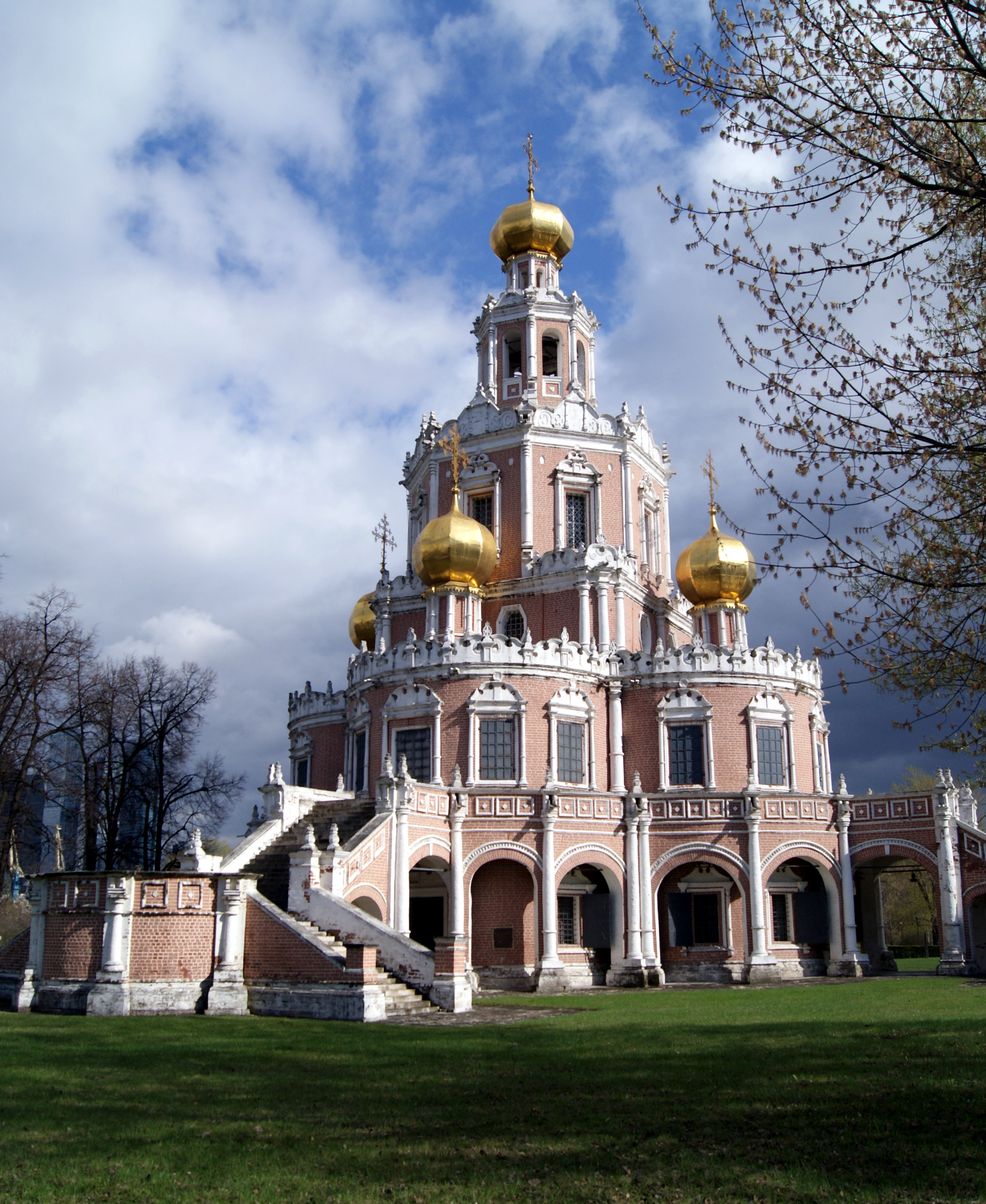
Церковь Покрова в Филях

На территории Западного округа находится более 60 православных храмов, объединённых в Михайловское и Георгиевское благочиния Московской городской епархии Русской православной церкви. Благочинный округа — протоиерей Георгий Студёнов, настоятель храма Архангела Михаила в Тропарёве.
Храмы других конфессий
На территории округа, в Парке Победы, также расположены мемориальная мечеть и мемориальная синагога.